# Amtman Jenő
Amtman Jenő József Károly Ignác (Komárom, 1812. július 4. – Komárom, 1873. február 5.) tiszti főügyész, Komárom első polgármestere, a komáromi takarékpénztár igazgatója.

## Élete
Amtmán József (1781-1852) városi szenátor, városi főbíró és Grábner Anna fia. Felesége Thüringer Anna volt. Gyermekeik Vilma, Jenke (Keő Jenő orvos), Anna (Schubert József főhadnagy) és Laura voltak. Unokáik Keő Ilona és Aurél, ifj.  Schubert József és Eklné Schubert Anna.
1839-ben főügyészként Komárom vármegye egyik országgyűlési követe volt. 1848–1852 és 1861–1867 között Komárom polgármestere volt. 1848. szeptember 15-én Friedrich Wilhelm Mertz várparancsnokhoz intézett küldöttség tagja volt, s mivel a várparancsnok a Gönyűn állomásozó császárhű egységeket rendelte Komáromba, de mivel  terve kitudódott, a polgármester a dunai hajóhidat szétszedette, így a zászlóaljat a "csillagsáncba" rendelték (Komárom ostroma (1848–49)). 1849-ben új híd felállítását is elrendelték a vár és Ószőny között. Ezt azonban csak Görgei utasítására, márciusban végezték el, amit aztán nem találtak hadászatilag megfelelőnek.
A komáromi katolikus temetőben nyugszik.